# Alosa pseudoharengus
Espèce
Statut de conservation UICN

 LC  : Préoccupation mineure
Le gaspareau (Alosa pseudoharengus) est un poisson appartenant au genre des aloses natif de l’océan Atlantique. Il ressemble au hareng, d'où son nom latin de « faux hareng ».

## Autres appellations
Gaspareau, gasparot, gaspereau, faux hareng, alewife, sawbelly, spreau, kyak, kiack, river herring, glut herring.

## Anatomie
Alosa pseudoharengus est un petit poisson qui mesure habituellement entre 25 et 30 cm et dont le poids ne dépasse pas 400 grammes. Son corps est fortement comprimé latéralement. Des rangées d’écailles en dents de scie le long de la ligne latérale, au niveau de l’abdomen, lui donnent un aspect rugueux, d’où le nom commun « sawbelly ». La coloration des flancs est argentée et iridescente, quand fraîchement pêché, et celle du dos est gris-vert. Les individus revenant de la mer peuvent avoir des reflets dorés ou cuivrés. Ce poisson est caractérisé par la présence d’une tache noire derrière les branchies juste au niveau de l’œil. Il est également possible d’observer plusieurs lignes noires au-dessus de la ligne latérale chez les adultes.
Le gaspareau a des yeux relativement gros avec des paupières adipeuses bien développées. Ses nageoires sont à rayons mous. La nageoire dorsale peut avoir 12-18 rayons; l’anale est plutôt courte et peut avoir 15-20 rayons; et la caudale est fourchue. Les nageoires pelviennes et pectorales sont plutôt petites et contiennent environ 10 rayons et les pectorales sont basses sur les côtés et contiennent généralement 14-16 rayons.
On remarque que le péritoine de Alosa pseudoharengus est habituellement pâle, alors qu’il est plutôt noirâtre chez l’alose d’été (Alosa aestivalis), une espèce apparentée. Cette caractéristique peut servir à différencier ces deux espèces qui possèdent une apparence et une biologie très semblables.

## Répartition
Le gaspareau est une espèce facultativement anadrome. L'anadromie consiste à passer la majeure partie de la vie adulte en mer et à remonter en eau douce seulement pour frayer. Alosa pseudoharengus est une espèce native de l’Amérique du Nord et largement répartie le long de la côte atlantique dans l’océan ainsi que dans les lacs et rivières, en passant par le sud de Terre-Neuve jusqu’à la Caroline du Sud, en incluant le fleuve Saint-Laurent. Plus précisément, dans les provinces maritimes, on retrouve l’espèce en grand nombre dans les rivières Miramichi, Margaree, LaHave, Tusquet, Shubenacadie et Saint-Jean. On la retrouve également, mais plutôt rarement, dans la rivière Restigouche et la région de la baie des Chaleurs. Depuis le printemps 2021, le retour de cette espèce a été constaté dans les eaux du lac Mattawamkeag dans le comté d'Aroostook (au nord du Maine), où il aurait été favorisé par l’arasement de barrages hydroélectriques sur les bras est et ouest de la rivière Mattawamkeag . Il existe aussi quelques populations introduites confinées en eau douce dans plusieurs lacs de l’Ontario et de l’État de New York.
En milieu marin, on retrouve généralement le gaspareau dans les eaux côtières, jusqu'à une profondeur de 100 mètres. À une telle profondeur, la température de l’eau est de 4 °C. Dans les eaux douces, le gaspareau passe la majeure partie de son temps en eau profonde, mais il fraye dans les eaux peu profondes. L’adulte peut supporter des températures aussi élevées que 25 °C, alors que le juvénile peut vivre jusqu’à 30 °C.

### Grands Lacs: une espèce envahissante appréciée
On retrouve également l’espèce de façon importante dans les Grands Lacs, où elle semble s'y être dispersée à partir du lac Ontario, de 1930 à 1950. Considérée à l'origine comme une espèce envahissante, elle y est désormais appréciée depuis qu'on a introduit un prédateur, le saumon du Pacifique, lui-même apprécié pour la pêche . Aujourd'hui, une autre espèce envahissante, la carpe asiatique, menace les populations de gaspareau dans les Grands Lacs .

## Reproduction
La fraie de Alosa pseudoharengus s’effectue au printemps et semble être déclenchée par la température de l’eau. Ainsi, les populations plus au sud fraient plus tôt au printemps. En effet, en Caroline du Sud, le gaspareau remonte les rivières en mars-avril, lorsque la température de l’eau atteint environ 8 °C, tandis qu’au Nouveau-Brunswick la remontée se fait plutôt vers mai-juin. Les populations d’eau douce vivant en eau profonde dans les lacs, remontent vers les rivages, ruisseaux ou rivières et fraient à partir de juin, lorsque la température de l’eau atteint environ 10 °C. La fraie a lieu en eaux calmes et peu profondes. Les femelles peuvent pondre de 48 000 à 360 000 œufs; les plus grosses produisant plus d’œufs. Les œufs fécondés mesurent environ 1 mm de diamètre et sont adhésifs pour quelques heures. Les femelles confinées aux eaux douces sont beaucoup plus petites et peuvent pondre une quantité de l’ordre de 12 000 œufs. L’éclosion s’effectue après environ 3 à 6 jours, selon la température d’incubation. La température d’incubation optimale se situe à environ 20 °C et la survie des œufs décroît significativement avec l’augmentation de la température. À leur sortie, les larves mesurent environ 4 mm. La plupart des jeunes quittent leur cours d’eau natal vers août-septembre. L’adulte ayant survécu lors de la reproduction retourne en mer peu de temps après la fraie. Les jeunes gaspareaux s’alimentent habituellement de trois à cinq ans en mer avant de se reproduire. Les individus d’eau douce atteignent leur maturité sexuelle plus rapidement (2-3 ans).

## Alimentation
Le gaspareau se nourrit essentiellement de zooplancton (amphipodes, copépodes et mysides), mais aussi de petits poissons et d’œufs de poissons. Il choisit de préférence le zooplancton de grande taille. Dans les milieux d’eau douce, les larves de gaspareau se nourrissent surtout de cladocères. Ces derniers représentent 75 % de leur alimentation. Les larves sont très sélectives dans le choix de leurs proies, au contraire des gaspareaux adultes. Jusqu’à l’atteinte d’une taille de 11,9 cm, les gaspareaux d’eau douce préfèrent le zooplancton, après quoi ils choisissent surtout des amphipodes benthiques tel que Pontoporeia. Étant sensibles à la lumière, les gaspareaux pratiquent une migration verticale journalière qui leur permet de suivre les populations de zooplancton. Les gaspareaux se nourrissent peu ou pas du tout pendant la période de fraie.

## Prédation et compétition
En eau douce, les gaspareaux sont la proie de plusieurs prédateurs tels que l’anguille, la lotte commune, le touladi, l’achigan et le doré. Il est estimé que seulement un jeune poisson sur 80 000 œufs pondus survit assez longtemps pour quitter la frayère. Ce taux de mortalité élevé est entre autres dû à la prédation. Les prédateurs du gaspareau en milieu marin sont peu connus. Par contre, il est probable que lors des migrations, donc lorsque leur abondance est importante, ils seraient la proie d’oiseaux de mer et de poissons prédateurs tels que le saumon de l’Atlantique et le bar rayé.
Dans les Grands Lacs, les gaspareaux ont contribué au déclin de plusieurs espèces de poissons en raison de la compétition. De plus, la pression de prédation causée par le gaspareau sur les larves de poissons peut avoir une influence sur le recrutement des espèces.

## Parasites
Les parasites du gaspareau comprennent une espèce d’acanthocéphale (Echinorhynchus acus) et une espèce de cestode (Rhynchobothrium imparispine), ainsi que certains trématodes, nématodes et copépodes. Il existe aussi une espèce de moule (Anodonta implicata), dont la forme larvaire, nommée glochydium, est un parasite du gaspareau. Les glochydia s’attachent aux branchies et aux nageoires du gaspareau pour toute la durée de leur phase larvaire. D’autre part, certains cas de nécrose érythrocytaire, une infection virale du sang chez les poissons, ont été rapportés chez des gaspareaux anadromes du Maine et du Nouveau-Brunswick.

## Importance économique

### Positive
Au Canada, la pêche commerciale des gaspareaux est importante dans les rivières Saint-Jean et Miramichi au Nouveau-Brunswick, ainsi que dans les rivières Gaspereau, Margaree, Mersey, Tusket et Shubenacadie en Nouvelle-Écosse. Ce poisson est considéré comme l’une des espèces les plus faciles à attraper. Le gaspareau est difficilement différentiable de l’alose d’été (Alosa aestivalis) au niveau de la biologie et de l’apparence, ce qui fait en sorte que les statistiques de pêche canadiennes combinent ces deux espèces. En 1983, la valeur de cette pêche commerciale était de 940 000 $ dans les provinces maritimes, pour un débarquement total de 4 125 tonnes de gaspareau. Les gaspareaux sont mis en marché pour la consommation humaine (frais, congelés, fumés, salés ou marinés), mais peuvent aussi être mis en conserve pour la nourriture d’animaux domestiques. Ils sont aussi utilisés comme appâts dans la pêche au homard et au crabe des neiges. La chair des gaspareaux est blanche et douce, mais elle contient de nombreuses arêtes.

### Négative
Le gaspareau sont considérés comme étant une espèce nuisible dans les Grands Lacs. Il n'est pas prisé pour la consommation, étant donné sa petite taille et ses nombreuses arêtes. Il peut boucher les tuyaux d’alimentation d’eau industrielle. Il peut aussi causer des problèmes de santé publique durant les périodes de mortalité massive. Une mesure de contrôle mise en place pour répondre à ce problème est l’introduction du saumon coho (Oncorhynchus kisutch), un prédateur important du gaspareau. Cela contribue aussi à l’augmentation de la pêche sportive dans ce secteur.